# Florencia Labat
María Florencia Labat (Buenos Aires, Argentina, 12 de junio de 1971) es una ex tenista argentina, que jugó como profesional en la WTA entre 1988 y 2000.
Su estilo de juego es recordado por ser una jugadora que prefería jugar desde el fondo de la cancha con un estilo de juego talentoso. Ganadora de siete títulos en dobles de la WTA, su mejor ranking en categoría individual fue 26º del mundo en septiembre de 1994.

## Trayectoria
Florencia empezó a jugar al tenis en el club IMOS. Allí tuvo como profesor a Andrés Funes quien más tarde la llevó a Gimnasia y Esgrima de Buenos Aires. Se destacó desde las categorías juveniles: fue primera en el ranking Metropolitano de menores de 1985, repitió el primer lugar el año posterior en la categoría cadetes y en la de juveniles en 1988. En 1987 había sido campeona del Orange Bowl al ganarle a la chilena Macarena Miranda por 6-1,1-6,6-1.
Florencia representó a Argentina en los Juegos Olímpicos de Barcelona 1992, Atlanta 1996 y Sídney 2000. Se retiró después de participar de esta última competencia olímpica luego de enfrentar a Miriam Oremans, quien ganó el partido por 6-2, 6-4. Si bien en toda su carrera no pudo ganar ningún torneo individual, ganó 7 torneos dobles y disputó otras 10 finales.
Obtuvo el Premio Konex - Diploma al Mérito en 2000, como una de las mejores tenistas de la década 1990-1999.

### Títulos en dobles (7-10)
| No. | Fecha                 | Torneo                              | Superficie    | Compañera           | Adversarias                       | Resultado     |
| 1.  | 5 de mayo de 1991     | Abierto de Taranto, Tarento         | Tierra batida | Alexia Dechaume     | Laura Golarsa Ann Wunderlich      | 6–2, 7–5      |
| 2.  | 27 de octubre de 1991 | Abierto de Puerto Rico, San Juan    | Cemento       | Rika Hiraki         | Sabine Appelmans Camille Benjamin | 6–3, 6–3      |
| 3.  | 12 de julio de 1992   | Torneo de Bad Gastein, Kitzbühel    | Terra battuta | Alexia Dechaume     | Amanda Coetzer Wiltrud Probst     | 6–3, 6–3      |
| 4.  | 26 de julio de 1992   | San Marino CEPU Open, San Marino    | Tierra batida | Alexia Dechaume     | Sandra Cecchini Laura Garrone     | 7–6, 7–5      |
| 5.  | 30 de agosto de 1992  | Abierto de Schenectady, Schenectady | Cemento       | Alexia Dechaume     | Ginger Helgeson Shannan McCarthy  | 6–3, 1–6, 6–2 |
| 6.  | 23 de mayo de 1998    | Madrid Open, Madrid                 | Tierra batida | Dominique Van Roost | Rachel McQuillan Nicole Pratt     | 6–3, 6–1      |
| 7.  | 27 de mayo de 2000    | Torneo de Estrasburgo, Estrasburgo  | Terra battuta | Sonya Jeyaseelan    | Kim Grant María Vento-Kabchi      | 6–4, 6–3      |